# Familia criminal de Filadelfia
La Familia criminal Scarfo, también conocida como la Familia criminal de Philadelphia o la Familia criminal de Bruno, es una organización criminal mafiosa ítalo estadounidense localizada actualmente en el sur de Filadelfia, Pennsylvania. Es una de las más poderosas familias de la Cosa Nostra, después de las Cinco Familias de Nueva York y el Outfit de Chicago, aunque la de Philadelphia está bajo control de una de las cinco familias neoyorkinas, la Familia criminal Genovese. La familia Scarfo controla y tiene influencia en otras ciudades cercanas fuera de Filadelfia, incluyendo Atlantic City, Trenton, Camden, zonas del sur de Jersey, Delaware, Baltimore y Newark.
Durante los años se ha plagado de luchas internas por el poder, incluyendo las guerras infames de la mafia Philly de los años 80 y 90. Sus líderes y otros miembros poderosos han incluido a gánsteres como Angelo Bruno, Philip "Chicken Man" Testa, Nicodemo "Little Nicky" Scarfo, Salvatore "Chuckie" Merlino, Joseph "Chickie" Ciancaglini, Salvatore "Salvie" Testa, Joseph Ligambi, Tony "Bananas" Caponigro, "Crazy Phil" Leonetti, "Harry the Humpback" Riccobene y Joseph "Skinny Joey" Merlino.
La familia Scarfo tiene alrededor de 55 miembros y 250 asociados. El grupo se cree que ha experimentado poco crecimiento en el número de miembros desde su creación. La mayoría de sus miembros y asociados viven y operan en el sur de Filadelfia, y en el "Down Neck" de Newark. Además, hay unos pocos miembros en Trenton, así como en algunas zonas del sur de Nueva Jersey. Se cree que el grupo conduce un pequeño negocio y una cuota de sus ganancias en Delaware y algunas operaciones de juego secreto en Nueva York.
Las actividades delictivas que ha realizado y continua cometiendo la familia Scarfo a través de su historia laboral incluyen la extorsión, la corrupción política, los juegos de azar ilícitos, la fabricación y la distribución de droga, blanqueo de dinero, asaltos, homicidios, sobornos, fraudes de cuentas bancarias, prostitución, robos, secuestros y violaciones. La actividad principal del grupo ha sido y sigue siendo el juego ilegal, aunque una cantidad considerable de ingresos también es derivado de delitos tales como la extorsión y el narcotráfico.
La organización también ha adquirido cierta notoriedad por su participación en el trabajo de la extorsión y la corrupción política. Quizás el más notable ejemplo de su implicación con los trabajadores organizados es su relación con el Local 54 de Empleados de Hoteles y Restaurantes y de la Unión Internacional de Atlantic City. Durante mucho tiempo el jefe de la organización, Nicodemo "Lentino" Scarfo, ha sido un asociado del presidente de este sindicato, Frank Gerace. Estas conexiones a Scarfo le dieron la bienvenida a la corrupción de Atlantic City y a su alcalde, Michael Matthews. A través de Gerace y Lentino Scarfo, la familia canalizó los sobornos y se dedicaron a otras ofertas corruptas con el alcalde. Matthews y Lentino fueron acusados en última instancia, Matthews se declaró culpable de aceptar un soborno de 10 000 dólares y fue condenado en 1984 a 15 años en prisión federal. Gerace fue destituido de su cargo en el Local 54 1984 del casino de New Jersey y, actualmente, Lentino Scarfo está en la cárcel por su participación de corrupción en el caso Matthews.
Durante los últimos años, tres de los principales miembros de los que han sido condenados por préstamo ilegal de dinero han sido juzgados, como parte de una acusación de extorsión y otros tres están a la espera de juicio por esos cargos. Otra importante fuente de ingresos para la organización ha sido la extorsión a algunos operadores en los juegos de casinos, traficantes de drogas y otros empresarios ilegales, que operan principalmente en el sur y el noreste de Philadelphia. Este cobro, que comúnmente le llaman "impuesto sobre la calle" es aceptado y realizado por los miembros de la Familia Scarfo, a cambio de permitir que se hagan negocios en su territorio. Sólo algunos de los familiares más cercanos han estado exentos de impuestos, pero los miembros se muestran cautelosos en la selección de sus víctimas. Por regla general, no tratan de cobrar a las personas que consideren una amenaza, ni tampoco a las bandas delincuenciales de afroamericanos, asiáticos e hispanos.

## Liderazgo histórico

### Jefe (oficial e interino)
- 1919-1931: Salvatore Sabella (se retiró)
- 1931-1936: John Nasone Avena (asesinado el 17 de agosto de 1936)
- 1936-1946: Joseph Bruno (fallecido el 22 de octubre de 1946)
- 1946-1959: Joseph Ida (huyó a Italia en 1958, destituido por la Comisión en 1959)
- 1959: Antonio Mr. Miggs Pollina (destituido por la Comisión en 1959)
- 1959-1980: Angelo The Gentle Don Bruno (asesinado el 21 de marzo de 1980)
- 1980-1981: Philip The Chicken Man Testa (asesinado el 15 de marzo de 1981)
- 1981-1991: Nicodemo Little Nicky Scarfo Sr. (condenado a 55 años en prisión en 1989, destituido en 1991)
  - Interino 1981-1984: Salvatore Chuckie Merlino (dimitió)
  - Interino 1989-1991: Anthony Tony Buck Piccolo (dimitió)
- 1991-1994: John Stanfa (detenido en 1994)
- 1994-1999: Ralph Natale (detenido en 1998, cooperó en 1999)
  - Interino 1998-1999: Joseph Skinny Joey Merlino (se hizo jefe oficial)
- 1999-presente: Joseph Skinny Joey Merlino (detenido en 1999, liberado en 2011)
  - Interino 1999-2014: Joseph Uncle Joe Ligambi (detenido en 2011, absuelto en 2014)

### Jefe callejero
- 2011-2015: Steven Stevie Mazzone (se hizo subjefe)
- 2015-presente: Michael Mikey Lance Lancelotti

### Subjefe (oficial e interino)
- 1919-1931: John Nasone Avena (se hizo jefe)
- 1931-1936: Joseph Bruno (se hizo jefe)
- 1936-1946: Joseph Ida (se hizo jefe)
- 1946-1956: Marco Small Man Reginelli (fallecido el 26 de mayo de 1956)
- 1956-1959: Dominick Big Dom Olivetto (dimitió)
- 1959-1970: Ignazio Natz Denaro (fallecido el 20 de agosto de 1970)
- 1970-1980: Philip The Chicken Man Testa (se hizo jefe)
- 1980-1981: Peter Pete Casella (destituido)
- 1981-1986: Salvatore Chuckie Merlino (destituido)
- 1986-1989: Philip Crazy Phil Leonetti (cooperó)
- 1989-1990: Pasquale Patty Specs Martirano (fallecido el 2 de agosto de 1990)
- 1991-1993: Joseph Joey Chang Ciancaglini Jr. (tiroteado e incapacitado)
- 1993-1994: Frank Martines (detenido en 1994)
- 1994-1999: Joseph Skinny Joey Merlino (se hizo jefe)
- 2015-presente: Steven Stevie Mazzone